# Куп'янськ-Сортувальний
Ку́п'янськ-Сортувáльний — позакласна, сортувальна (одна з найбільших в Україні) залізнична станція Куп'янської дирекції Південної залізниці, вузол харківського, валуйського, сватівського, святогірського та вовчанського напрямків, за 34 км від станції Тополі, 110 км від станції Вовчанськ, 58 км від станції Сватове, на лінії Куп'янськ-Вузловий — Валуйки і починається практично відразу ж за горловиною станції Куп'янськ-Вузловий. Розташований в селищі Куп'янськ-Вузловий Куп'янського району Харківської області. Поруч зі станцією пролягає автошлях регіонального значення Р79.

## Структура
У 2003 році, з метою упорядкування діяльності пунктів пропуску через державний кордон для залізничного сполучення на ділянці українсько-російського державного кордону, на залізничній станції Куп'янськ-Сортувальний був відкритий пункт контролю (пропуску).
На території станції розташовані:
- Міжнародний пункт контролю для залізничного сполучення «Куп'янськ-Сортувальний»[2][3];
- Куп'янський прикордонний інспекційний пункт ветеринарної медицини[4];
- ТЧ-15 «Куп'янськ-Сортувальний»[5];
- Пункт пропуску (контролю) через державний кордон Харківського прикордонного загону Державної прикордонної служби України[6].

## Комерційні операції
Комерційні операції, що виконуються на станції Куп'янськ-Сортувальний:
- прийом та видача вантажів вагонними і дрібними відправками, що завантажуються цілими вагонами, тільки на під'їзних коліях і місцях незагального користування;
- посадка і висадка пасажирів на (з) поїзди приміського і місцевого сполучення;
- прийом та видача багажу не здйснюються.

## Пасажирське сполучення
На станції Куп'янськ-Сортувальний до російського вторгнення в Україну (з 2022) зупинялися лише приміські поїзди:
| Маршрути приміського сполучення  |
| -------------------------------- |
| Куп'янськ-Вузловий — Тополі      |
| Куп'янськ-Вузловий — Приколотне  |
| Куп'янськ-Вузловий — Вовчанськ   |
| Куп'янськ-Південний — Гракове    |
| Куп'янськ-Південний — Тополі     |
| Куп'янськ-Вузловий — Моначинівка |